# Kamp Krusty (Les Simpson, saison 28)
Cet article concerne le seizième épisode de la vingt-huitième saison des Simpson. Pour l'épisode dont le titre original est "Kamp Krusty", voir Les Jolies Colonies de vacances.
Kamp Krusty est le titre d'un épisode de la série télévisée d'animation Les Simpson. Il s'agit du seizième épisode de la vingt-huitième saison et du 612e épisode de la série. Il est diffusé pour la première fois le 5 mars 2017 aux États-Unis.

## Synopsis
L’histoire prend place après les événements de l’épisode « Les jolies colonies de vacances » de la saison 4 lorsque Bart et Lisa reviennent du Kamp Krusty. Traumatisés par leur expérience, Bart et Lisa sont envoyés chez un thérapeute qui leur conseille de ne pas aller à l’école pendant quelques temps. Lisa refuse et se montre dès lors très saine d’esprit alors que Bart joue les farceurs en prétendant être complètement déstabilisé pour rester à la maison. Bart pousse la farce jusqu’au bout en exagérant ses symptômes et en voulant même dormir avec ses parents, ce qui a pour conséquence de frustrer Homer sexuellement. Le père de famille va alors focaliser son énergie sur son travail, délaissant les attentions de Marge. Pendant la nuit, Bart fait un étrange cauchemar qui lui rappelle l’existence d’un enfant disparu au Kamp Krusty alors qu’il faisait du canoë avec sa sœur. Ce souvenir provoque alors un véritable traumatisme chez les deux enfants. Pour trouver une solution à tous ces problèmes, Marge et Homer consultent un nouveau thérapeute qui leur conseille de retourner une dernière fois avec les enfants au Kamp Krusty.

## Réception
Lors de sa première diffusion l'épisode a attiré 2,56 millions de téléspectateurs.